# Husby (Estocolmo)

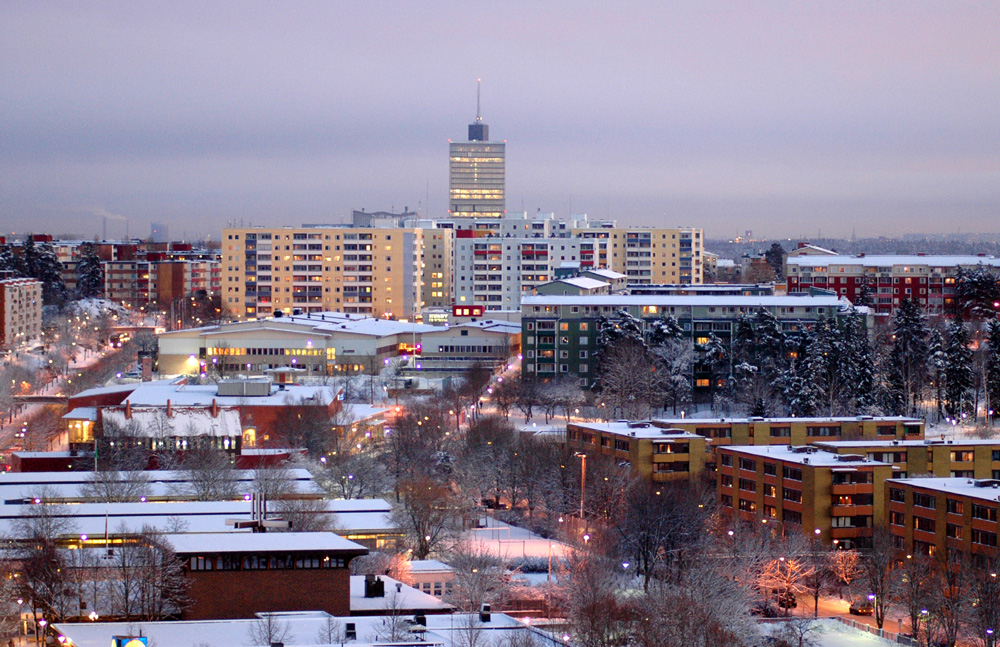
Vista del distrito de Akalla en primer plano, Husby, y el Kista Science Tower al fondo.

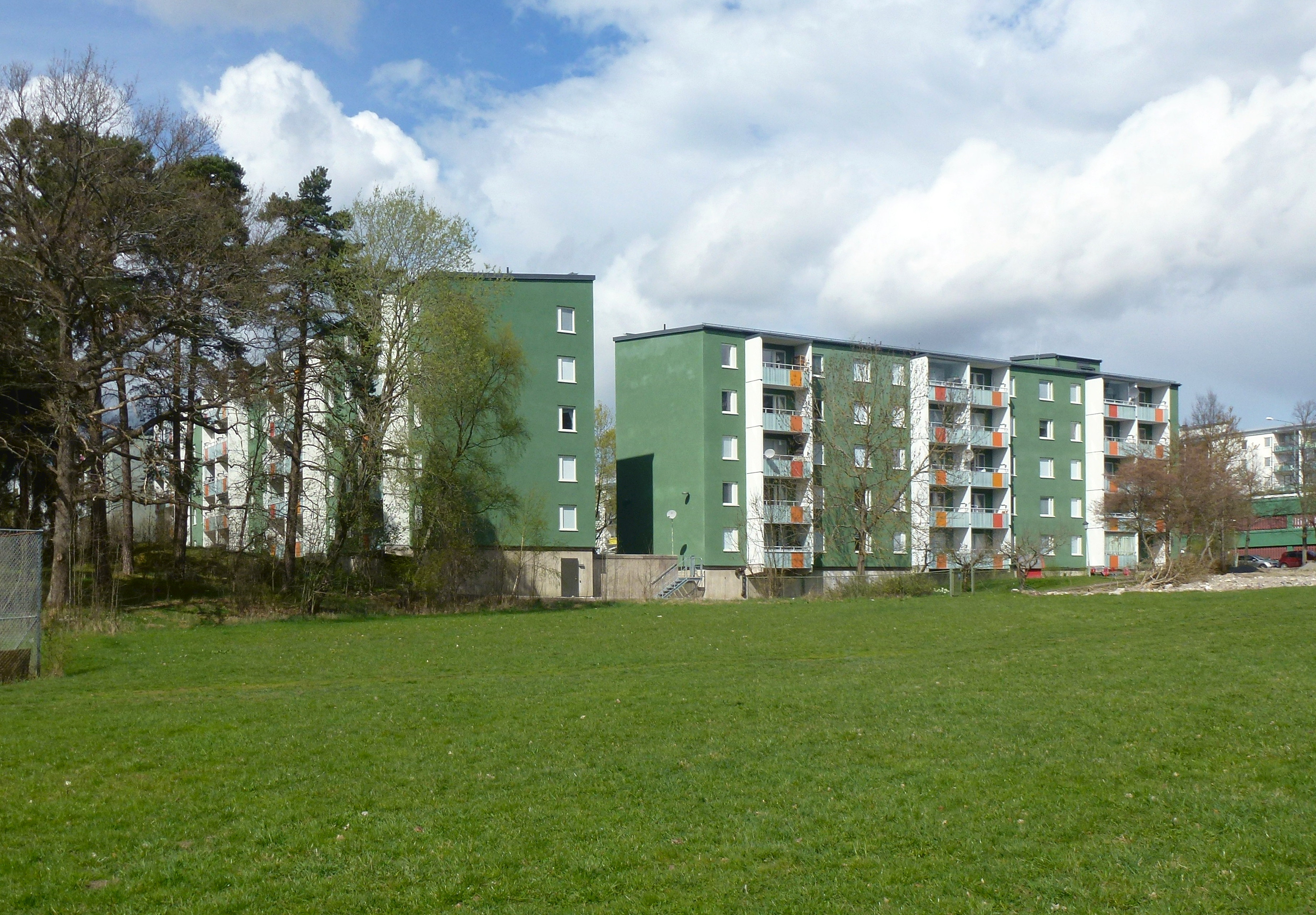
Típica vivienda de apartamentos de cemento en Husby.

Husby es un distrito en Rinkeby-Kista, Estocolmo, Suecia. Husby tenía 11 551 habitantes el 31 de diciembre de 2007. Está situado en la línea de metro azul (T11). La construcción del Husby moderno, con sus apartamentos de cemento de varios pisos, comenzó en 1972 como parte del Programa Millón. La estación de metro fue abierta en 1977 y el tren tarda aproximadamente 20 minutos en llegar a Estocolmo Ciudad. El nombre del distrito proviene de una antigua granja real, aún situada en el área. Las calles de Husby han sido nombradas en honor a distintas ciudades de Noruega. Hoy en día, Husby tiene una gran población de inmigrantes, sobre todo de Turquía, Líbano, Siria, Irak y Somalia. El 31 de diciembre de 2007, el 81.9% de los habitantes tenían antepasados extranjeros de primera o segunda generación.
Hay numerosas piedras rúnicas en los alrededores de Husby, vestigios de cuando los vikingos ocupaban esta zona.

## Revueltas de 2013
En mayo de 2013 el distrito se convirtió en el centro de atención de todo el mundo, cuando los inmigrantes produjeron numerosas revueltas inspiradas por el disparo mortal de un residente por la policía una semana antes. Durante cuatro días, cientos de automóviles fueron quemados, algunos garajes ardieron, y los inmigrantes tuvieron disputas con la policía.